# Moncho López
Ramón López Suárez, conhecido como Moncho López (nascido a 10 de julho de 1969, em Narón, Ferrol), é um treinador de basquetebol galego, atualmente a treinar o Rizing Zephyr Fukuoka do Japão.
A primeira equipa sénior que treinou foi a do Baloncesto Galicia (1995-1997), atualmente chamado CB Ferrol, seguindo-se o Gijón Baloncesto (1998-2001), que promoveu à ACB em 1998/99, tornando-se, aos 29 anos, o treinador mais jovem de sempre a treinar nessa divisão.
Em 2001 foi contratado como adjunto de Javier Imbroda na seleção de Espanha, passando a treinador principal após o Mundial de 2002. Em 2003 levou a equipa à medalha de prata no EuroBasket, mas no ano seguinte pediu a demissão, a poucos meses dos Jogos Olímpicos de Atenas, por sentir que a Federação Espanhola de Basquetebol não valorizava adequadamente o seu trabalho.
Depois da seleção espanhola, treinou o CB Breogán, de Lugo, por duas épocas, e depois o CB Sevilla, onde chegou já na metade final da época e não conseguiu evitar que a equipa terminasse a ACB num modesto 13º lugar. Em 2008, foi convidado para orientar a seleção portuguesa, com a qual falhou a qualificação para o EuroBasket 2009 e para o EuroBasket 2011.
A Federação Portuguesa de Basquetebol anunciou a sua saída em Setembro de 2010, mas antes disso, em 2009, Moncho López havia já assumido o cargo de treinador do FC Porto, que acumulou com o de selecionador nacional ao longo de mais de um ano. Esta viria a ser a posição mais duradoura da sua carreira, já que em esteve no clube até junho de 2022.
Quando em 2012 a direção do FC Porto decidiu suspender a equipa sénior de basquetebol, Moncho López manteve-se no clube enquanto coordenador das equipas de formação, e nomeadamente da equipa Dragon Force, que competiu na CNB2 na época 2012/13 e na Proliga (segundo escalão do basquetebol português) nas épocas 2013/14 e 2014/15, vencendo a competição em ambas as temporadas. Em 2015/16, o FC Porto de Moncho López voltou a competir na LPB, da qual se sagrou campeão nessa mesma época.
Entretanto, em 2015, acumulando mais uma vez o cargo de treinador do FC Porto com uma seleção nacional, Moncho López treinou a seleção angolana no Afrobasket de 2015, onde conquistou a medalha de prata.
Continuou no clube até à temporada 2021/22, em que perdeu o campeonato em casa para o SL Benfica. Depois de anunciada a sua saída, juntou-se ao Rizing Zephyr Fukuoka do Japão.